# Bandulă
Bandula este un dispozitiv de la bordul navei format dintr-o pară de lemn, prinsă la o saulă lungă, al cărei cap liber se prinde la parâma de legare a navei.

Bandula se aruncă în locul dorit unde trebuie trasă parâma de legare a navei.

Pentru aruncarea cu precizie și la distanță a bandulei se folosește pistolul de bandulă.